# Hylomantis buckleyi
Hylomantis buckleyi är en groddjursart som först beskrevs av George Albert Boulenger 1882.  Hylomantis buckleyi ingår i släktet Hylomantis och familjen lövgrodor. IUCN kategoriserar arten globalt som livskraftig. Inga underarter finns listade i Catalogue of Life.